# Вади
Вади, нула нула или пръчка за лов е оръжие, във формата на палка, използвано от австралийските аборигени. Името идва от езика Даруг на аборигените при Порт Джаксън, Сидни.
Вадито е тежка палка, създадена от извито дърво. Вади се използвало в ръкопашна битка и можело да разцепи щит на две, да убие или да зашемети храната на аборигените. Оръжието намирало и друга употреба - за наказване на тези, които са нарушили законите.
Те се правели от мъже и жени и можели да бъдат боядисвани или да остават небоядисани. Конструкцията и външният им вид варирали според племената, но обикновено били дълги около метър и понякога имали желязна глава, закрепена с пчелен восък и въжета. За направата им се използвало мястото, от където клона се отделя от основното стъбло на дървото или от младо дърво, изскубано от земята с корените му.
Думата „вади“ (латиница: waddy) означавала дърво или която и да е част от дърво. „Вади“ имало значение и на глагола „да бия или убия с палка“.
Изписването на думата може да бъде и вадди, вадй (wadi, waddie, wady). Правописът на думата се определя в средата на 19 век.